# New Blu Volley 2020-2021
Questa voce raccoglie le informazioni riguardanti la New Blu Volley nelle competizioni ufficiali della stagione 2020-2021.

## Stagione
Nella stagione 2020-21 la New Blu Volley assume la denominazione sponsorizzata di NBV Verona.
Partecipa per la diciassettesima volta alla Superlega; chiude la regular season di campionato al nono posto in classifica, qualificandosi per i play-off scudetto: arriva fino al turno preliminare, sconfitta dalla Powervolley Milano; accede ai play-off per il 5º posto, venendo eliminata nelle semifinali dalla Powervolley Milano.
È eliminata dalla Coppa Italia nella fase a gironi.

## Organigramma societario
Area direttiva
- Presidente: Stefano Magrini
- Vicepresidente: Luca Bazzoni, Andrea Corsini, Gianmaria Villa
- Consulente legale: Stefano Fanini
- Amministrazione: Massimo Ziggiotto
- Direttore generale: Fabio Venturi
- Direttore sportivo: Gian Andrea Marchesi
- Logistica prima squadra: Claudio Brendolan, Claudio Tamanini

Area tecnica
- Allenatore: Radostin Stojčev
- Allenatore in seconda: Dario Simoni
- Scout man: Fabio Dalla Fina
- Responsabile settore giovanile: Simone Salizzoni
- Responsabile tecnico settore giovanile: Bruno Bagnoli

Area comunicazione
- Ufficio stampia: Andrea Redomi, Francesca Castagna

Area marketing
- Ufficio marketing: Martina Frego
- Responsabile attività promozionali: Andrea Totolo
- Responsabile area commerciale: Simone Salizzoni
- Area commerciale: Vladimiro Arcoma

Area sanitaria
- Medico: Alberto Ciacciarelli, Michael Coli
- Preparatore atletico: Ivanov Tsvetelin
- Fisioterapista: Fabio Rossin, Gregory Albertini, Alessandro Piccoli
- Massofisioterapista: Claudio Bignotti

## Rosa
| N° | Nome              | Ruolo | Data di nascita   | Nazionalità sportiva |
| -- | ----------------- | ----- | ----------------- | -------------------- |
| 1  | Matej Kazijski    | S     | 23 settembre 1984 | Bulgaria             |
| 3  | Giulio Magalini   | S     | 14 agosto 2001    | Italia               |
| 4  | Edoardo Caneschi  | C     | 26 gennaio 1997   | Italia               |
| 5  | Milan Peslać      | P     | 14 marzo 1998     | Italia               |
| 7  | Jonas Aguenier    | C     | 28 aprile 1992    | Francia              |
| 8  | Asparuh Asparuhov | S     | 28 luglio 2000    | Bulgaria             |
| 9  | Stéphen Boyer     | O     | 10 aprile 1996    | Francia              |
| 7  | Aidan Zingel      | C     | 19 novembre 1990  | Australia            |
| 12 | Mads Jensen       | O     | 24 aprile 1999    | Danimarca            |
| 13 | Luca Spirito      | P     | 30 ottobre 1993   | Italia               |
| 17 | Thomas Jaeschke   | S     | 4 settembre 1993  | Stati Uniti          |
| 19 | Aleksandr Kimerov | O     | 11 settembre 1996 | Russia               |
| 21 | Andrea Zanotti    | C     | 28 ottobre 1997   | Italia               |
| 22 | Francesco Donati  | L     | 3 luglio 2001     | Italia               |
| 29 | Federico Bonami   | L     | 29 settembre 1993 | Italia               |

## Mercato
| Acquisti | Acquisti          | Acquisti          | Acquisti   |
| R.       | Nome              | da                | Modalità   |
| -------- | ----------------- | ----------------- | ---------- |
| C        | Edoardo Caneschi  | Argos             | definitivo |
| O        | Mads Jensen       | -                 | definitivo |
| O        | Aleksandr Kimerov | -                 | definitivo |
| S        | Giulio Magalini   | Trentino          | definitivo |
| P        | Milan Peslać      | Top Volley Latina | definitivo |
| C        | Aidan Zingel      | -                 | definitivo |

| Cessioni | Cessioni              | Cessioni            | Cessioni   |
| R.       | Nome                  | a                   | Modalità   |
| -------- | --------------------- | ------------------- | ---------- |
| C        | Emanuele Birarelli    | -                   | ritirato   |
| O        | Stéphen Boyer         | Al-Arabi            | definitivo |
| C        | Enrico Cester         | Callipo             | definitivo |
| S        | Corey Chavers         | OC Stunners         | definitivo |
| P        | Jennings Franciskovic | Skra Bełchatów      | definitivo |
| O        | Aleksandr Kimerov     | -                   | svincolato |
| O        | Bartłomiej Kluth      | ZAKSA               | definitivo |
| S        | Federico Marretta     | Rinascita Lagonegro | definitivo |
| S        | Garrett Muagututia    | Warta Zawiercie     | definitivo |
| C        | Sebastián Solé        | Sir Safety Perugia  | definitivo |

## Risultati

### Superlega

#### Girone di andata
| 1ª giornata - 28 settembre 2020 PalaOlimpia, Verona     | NBV                | 0 - 3 | Lube               | 23-25, 20-25, 21-25               |
| 2ª giornata - 4 ottobre 2020 PalaTrento, Trento         | Trentino           | 0 - 3 | NBV                | 26-28, 23-25, 21-25               |
| 3ª giornata - 7 ottobre 2020 PalaOlimpia, Verona        | NBV                | 3 - 1 | Milano             | 25-21, 22-25, 25-16, 25-23        |
| 4ª giornata - 11 ottobre 2020 PalaOlimpia, Verona       | NBV                | 0 - 3 | Sir Safety Perugia | 22-25, 22-25, 23-25               |
| 5ª giornata - 14 ottobre 2020 PalaMaiata, Vibo Valentia | Callipo            | 3 - 2 | NBV                | 25-22, 23-25, 20-25, 25-17, 15-11 |
| 6ª giornata - 18 ottobre 2020 Palalido, Milano          | Powervolley Milano | 3 - 1 | NBV                | 15-25, 25-19, 27-25, 25-22        |
| 7ª giornata - 25 ottobre 2020 PalaOlimpia, Verona       | NBV                | 3 - 2 | Top Volley Latina  | 25-19, 26-28, 25-23, 24-26, 15-11 |
| 8ª giornata - 9 dicembre 2020 PalaDeAndré, Ravenna      | Porto Robur Costa  | 0 - 3 | NBV                | 19-25, 20-25, 33-35               |
| 9ª giornata - 16 dicembre 2020 PalaOlimpia, Verona      | NBV                | 1 - 3 | You Energy         | 23-25, 19-25, 25-21, 24-26        |
| 10ª giornata - 23 dicembre 2020 PalaPanini, Modena      | Modena             | 3 - 1 | NBV                | 25-19, 28-30, 25-23, 25-19        |
| 11ª giornata - 22 novembre 2020 PalaOlimpia, Verona     | NBV                | 1 - 3 | Padova             | 21-25, 27-25, 23-25, 33-35        |

#### Girone di ritorno
| 12ª giornata - 28 novembre 2020 PalaCivitanova, Civitanova Marche         | Lube               | 3 - 1 | NBV                | 25-17, 25-12, 19-25, 25-13        |
| 13ª giornata - 6 dicembre 2020 PalaOlimpia, Verona                        | NBV                | 2 - 3 | Trentino           | 25-23, 26-24, 22-25, 20-25, 10-15 |
| 14ª giornata - 10 febbraio 2020 Palazzetto dello Sport, Monza             | Milano             | 3 - 0 | NBV                | 25-16, 25-23, 25-23               |
| 15ª giornata - 19 dicembre 2020 PalaEvangelisti, Perugia                  | Sir Safety Perugia | 3 - 1 | NBV                | 25-20, 25-22, 26-28, 25-20        |
| 16ª giornata - 28 dicembre 2020 PalaOlimpia, Verona                       | NBV                | 3 - 1 | Callipo            | 21-25, 25-19, 25-14, 25-22        |
| 17ª giornata - 3 gennaio 2021 PalaOlimpia, Verona                         | NBV                | 3 - 1 | Powervolley Milano | 21-25, 25-22, 25-22, 25-17        |
| 18ª giornata - 10 gennaio 2021 Palazzetto dello Sport, Cisterna di Latina | Top Volley Latina  | 0 - 3 | NBV                | 23-25, 22-25, 23-25               |
| 19ª giornata - 17 gennaio 2021 PalaOlimpia, Verona                        | NBV                | 0 - 3 | Porto Robur Costa  | 23-25, 23-25, 22-25               |
| 20ª giornata - 24 gennaio 2021 PalaBanca, Piacenza                        | You Energy         | 3 - 1 | NBV                | 25-17, 25-19, 23-25, 25-20        |
| 21ª giornata - 3 febbraio 2021 PalaOlimpia, Verona                        | NBV                | 1 - 3 | Modena             | 21-25, 25-15, 23-25, 21-25        |
| 22ª giornata - 7 febbraio 2021 PalaSanLazzaro, Padova                     | Padova             | 3 - 2 | NBV                | 23-25, 25-23, 25-22, 13-25, 15-10 |

#### Play-off scudetto
| Turno preliminare (gara 1) - 21 febbraio 2021 Palalido, Milano    | Powervolley Milano | 3 - 1 | NBV                | 25-16, 25-19, 20-25, 32-30 |
| Turno preliminare (gara 2) - 28 febbraio 2021 PalaOlimpia, Verona | NBV                | 3 - 1 | Powervolley Milano | 20-25, 25-18, 25-20, 25-21 |
| Turno preliminare (gara 3) - 2021 Palalido, Milano                | Powervolley Milano | 3 - 0 | NBV                | 25-18, 25-23, 25-23        |

#### Play-off 5º posto
| 1ª giornata - 27 marzo 2020 PalaBanca, Piacenza       | You Energy         | 3 - 2 | NBV               | 27-29, 21-25, 25-22, 25-15, 15-8 |
| 2ª giornata - 31 marzo 2020 PalaMaiata, Vibo Valentia | Callipo            | 3 - 1 | NBV               | 25-23, 25-23, 16-25, 25-18       |
| 3ª giornata - 4 aprile 2020 PalaOlimpia, Verona       | NBV                | 3 - 2 | Porto Robur Costa | 20-25, 25-23, 22-25, 25-21       |
| 4ª giornata - 7 aprile 2020 PalaOlimpia, Verona       | NBV                | 3 - 0 | Padova            | 25-19, 25-20, 25-22              |
| 5ª giornata - 11 aprile 2020 PalaPanini, Modena       | Modena             | 3 - 1 | NBV               | 19-25, 25-23, 25-23, 25-21       |
| 6ª giornata - 15 aprile 2020 Centro Pavesi, Milano    | Powervolley Milano | 0 - 3 | NBV               | 19-25, 17-25, 11-25              |
| 7ª giornata - 18 aprile 2020 PalaOlimpia, Verona      | NBV                | 3 - 1 | Top Volley Latina | 25-23, 19-25, 28-26, 32-30       |
| Semifinali - 22 aprile 2021 Centro Pavesi, Milano     | Powervolley Milano | 3 - 1 | NBV               | 22-25, 25-20, 25-20, 25-20       |

### Coppa Italia
| 1ª giornata - 13 settembre 2020 Centro Pavesi, Milano | Powervolley Milano | 3 - 0 | NBV     | 25-21, 25-17, 25-17              |
| 2ª giornata - 20 settembre 2020 PalaOlimpia, Verona   | NBV                | 2 - 3 | Milano  | 16-25, 15-25, 25-22, 28-26, 8-15 |
| 3ª giornata - 23 settembre 2020 PalaOlimpia, Verona   | NBV                | 0 - 3 | Callipo | 24-26, 21-25, 24-26              |

## Statistiche

### Statistiche di squadra
| Competizione | Punti | In casa | In casa | In casa | In trasferta | In trasferta | In trasferta | Totale | Totale | Totale |
| Competizione | Punti | G       | V       | P       | G            | V            | P            | G      | V      | P      |
| ------------ | ----- | ------- | ------- | ------- | ------------ | ------------ | ------------ | ------ | ------ | ------ |
| Superlega    | 23/12 | 15      | 8       | 7       | 18           | 4            | 14           | 33     | 12     | 21     |
| Coppa Italia | 1     | 2       | 0       | 2       | 1            | 0            | 1            | 3      | 0      | 3      |
| Totale       | -     | 17      | 8       | 9       | 19           | 4            | 15           | 36     | 12     | 24     |

G = partite giocate; V = partite vinte; P = partite perse

### Statistiche dei giocatori
| Giocatore    | Superlega | Superlega | Superlega | Superlega | Superlega | Coppa Italia | Coppa Italia | Coppa Italia | Coppa Italia | Coppa Italia | Totale | Totale | Totale | Totale | Totale |
| Giocatore    | P         | PT        | AV        | MV        | BV        | P            | PT           | AV           | MV           | BV           | P      | PT     | AV     | MV     | BV     |
| ------------ | --------- | --------- | --------- | --------- | --------- | ------------ | ------------ | ------------ | ------------ | ------------ | ------ | ------ | ------ | ------ | ------ |
| J. Aguenier  | 32        | 228       | 152       | 57        | 19        | 3            | 19           | 15           | 3            | 1            | 35     | 247    | 167    | 60     | 20     |
| A. Asparuhov | 25        | 134       | 107       | 10        | 17        | 3            | 21           | 16           | 4            | 1            | 28     | 155    | 123    | 14     | 18     |
| F. Bonami    | 32        | 0         | 0         | 0         | 0         | 3            | 0            | 0            | 0            | 0            | 35     | 0      | 0      | 0      | 0      |
| S. Boyer     | 6         | 92        | 73        | 12        | 7         | 3            | 43           | 37           | 5            | 1            | 9      | 135    | 110    | 17     | 8      |
| E. Caneschi  | 22        | 128       | 79        | 40        | 9         | 3            | 12           | 8            | 3            | 1            | 25     | 140    | 87     | 43     | 10     |
| F. Donati    | 11        | 0         | 0         | 0         | 0         | 3            | 0            | 0            | 0            | 0            | 14     | 0      | 0      | 0      | 0      |
| T. Jaeschke  | 25        | 297       | 259       | 26        | 12        | 1            | 5            | 5            | 0            | 0            | 26     | 302    | 264    | 26     | 12     |
| M. Jensen    | 23        | 337       | 286       | 23        | 28        | -            | -            | -            | -            | -            | 23     | 337    | 286    | 23     | 28     |
| M. Kazijski  | 30        | 525       | 447       | 33        | 45        | 3            | 41           | 36           | 2            | 3            | 33     | 566    | 483    | 35     | 48     |
| A. Kimerov   | 6         | 10        | 10        | 0         | 0         | -            | -            | -            | -            | -            | 6      | 10     | 10     | 0      | 0      |
| G. Magalini  | 17        | 85        | 78        | 4         | 3         | 0            | 0            | 0            | 0            | 0            | 17     | 85     | 78     | 4      | 3      |
| M. Peslać    | 17        | 11        | 5         | 5         | 1         | 2            | 0            | 0            | 0            | 0            | 19     | 11     | 5      | 5      | 1      |
| L. Spirito   | 31        | 67        | 25        | 25        | 17        | 3            | 4            | 1            | 3            | 0            | 34     | 71     | 26     | 28     | 17     |
| A. Zanotti   | 16        | 32        | 16        | 16        | 0         | 0            | 0            | 0            | 0            | 0            | 16     | 32     | 16     | 16     | 0      |
| A. Zingel    | 10        | 80        | 45        | 27        | 8         | -            | -            | -            | -            | -            | 10     | 80     | 45     | 27     | 8      |

P = presenze; PT = punti totali; AV = attacchi vincenti; MV = muri vincenti; BV = battute vincenti